# 국가양청원
국가양청원(중국어 정체자: 國家兩廳院, 영어: National Theater and Concert Hall)은 중화민국 타이베이시에 있는 종합 예술 문화시설이다. 중정기념당을 중심으로 왼쪽의 국가희극원(國家戲劇院)과 오른쪽의 국가음악청(國家音樂廳)을 묶어 국가양청원이라 부른다. 

## 역사

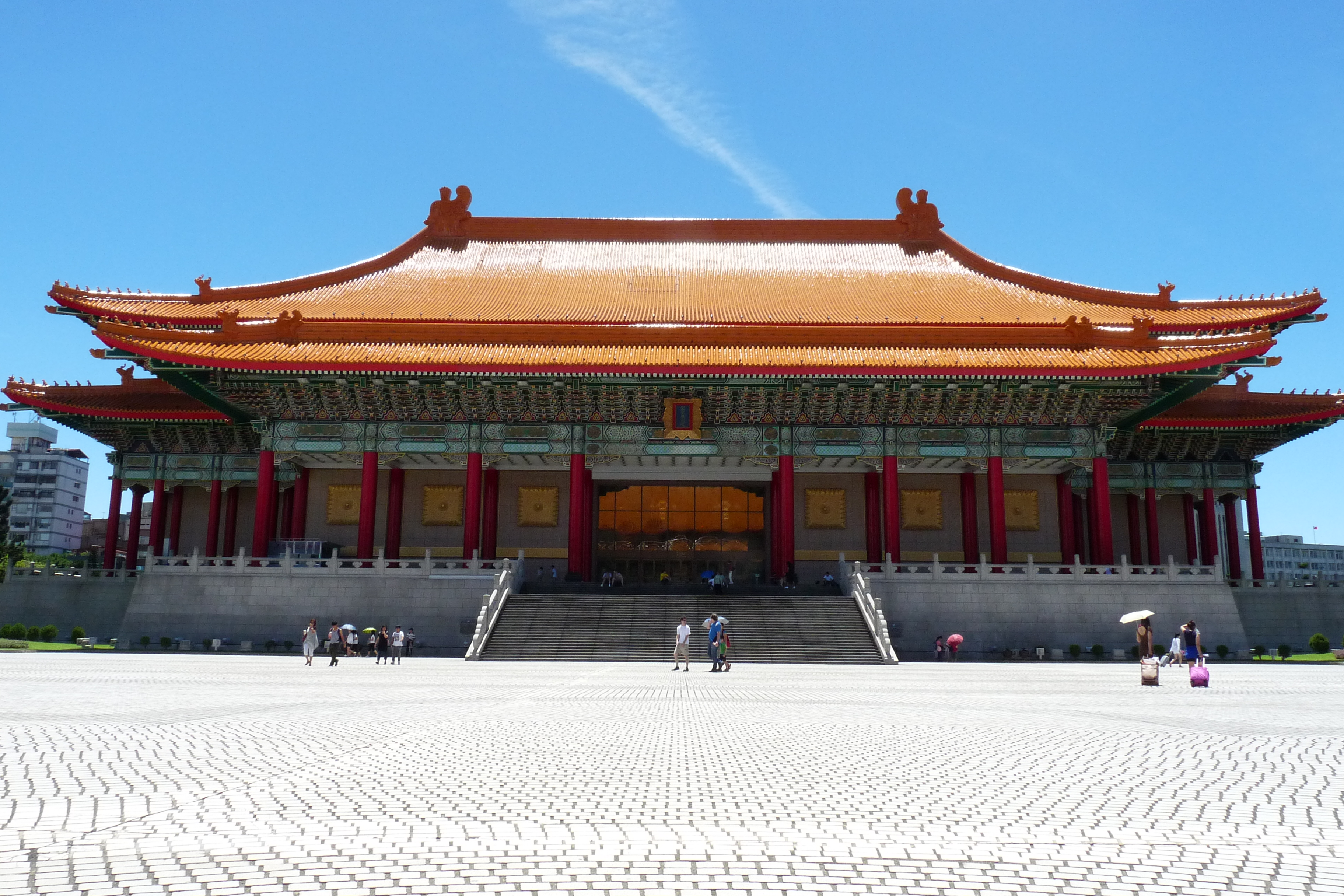
국가희극원
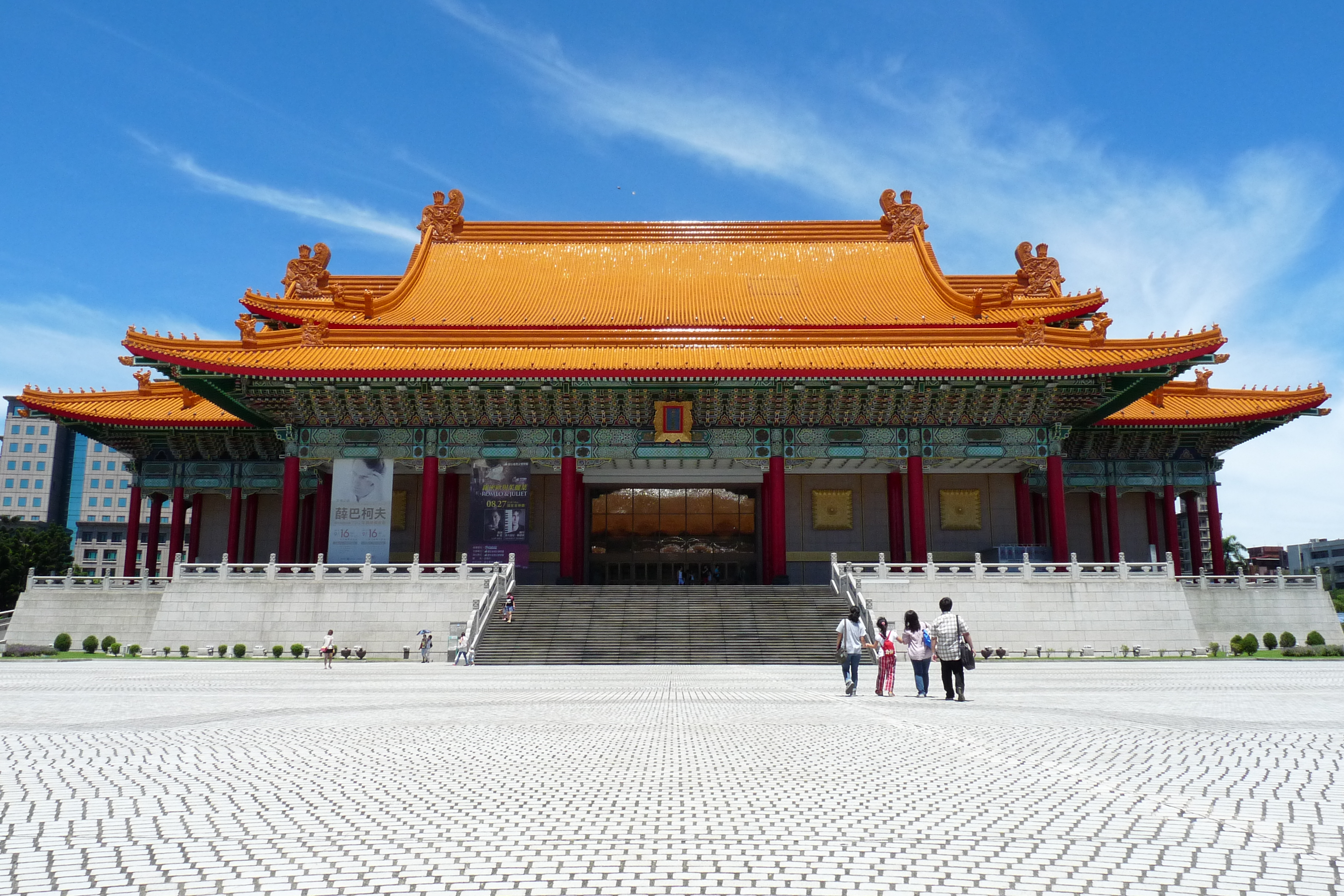
국가음악청

1986년 정식 개관하였다. 오페라, 발레, 뮤지컬, 연극, 관현악, 실내악, 전통 음악, 경극등 각종 공연이 개최되고 있다.

## 같이 보기
- 중정기념당